# Botel Admirál

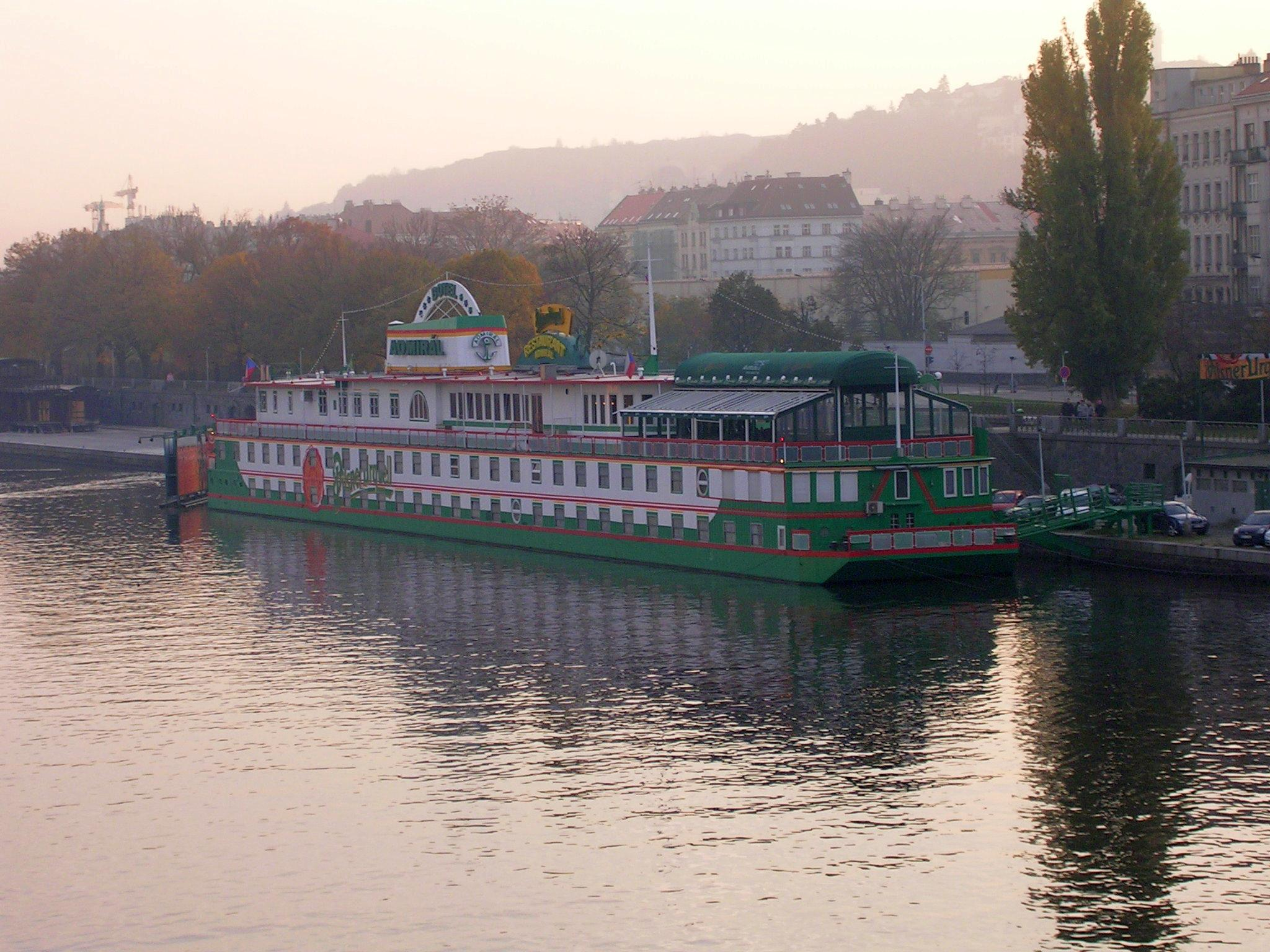
Botel Admirál, pohled z Palackého mostu

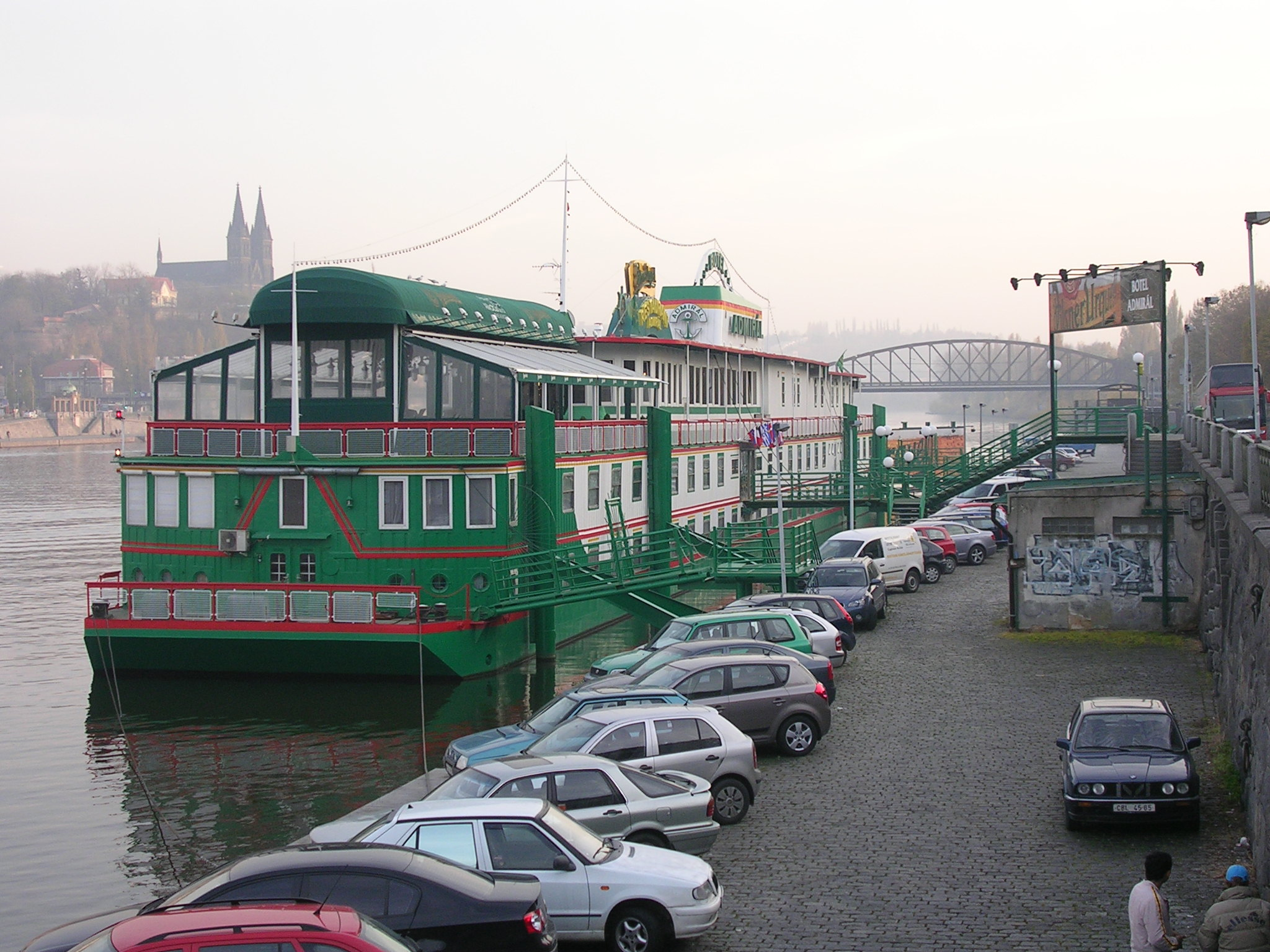
Pohled z Hořejšího nábřeží

Botel Admirál (Admiral Botel) je tříhvězdičkový botel (plovoucí hotel) od roku 1971 zakotvený na Vltavě v Praze, při levém břehu řeky na Smíchově u Hořejšího nábřeží, jižně od Palackého mostu. Je po botelech Albatros a Racek v pořadí třetím z typově podobných pražských botelů vyrobených Českými loděnicemi. V roce 1991 byl kompletně zrekonstruován, od té doby má bílý nátěr se zelenými a žlutými pruhy. Od privatizace v roce 1993 jej provozuje cestovní kancelář Allvatours, spol. s r. o..

## Popis
Botel je třípodlažním plovoucím objektem ocelové konstrukce. Je napojen na městské inženýrské sítě a má vlastní plynové vytápění.
Botel má 84 pokojů a 184 lůžek. (82 dvoulůžkových pokojů a 5 apartmánů.)

## Doprava, okolí
Nedaleko botelu je tramvajová zastávka Zborovská a stanice metra a uzel městské hromadné dopravy Anděl.
Od 1. srpna 2008 do 12. prosince 2011 přímo vedle botelu zastavoval přívoz P5 Pražské integrované dopravy a podle botelu měl pojmenovanou zdejší zastávku.
Na sousedící náplavce směrem k Železničnímu mostu se od roku 2004 do roku 2010 nacházela tzv. Smíchovská pláž, rekreační plocha s uměle navezeným pískem.